# ایاس (بلاک چین)
ایاس (به انگلیسی EOS.IO) یک بلاکچین با ارز بومی EOS است. این پلتفرم قرارداد هوشمند مدعی است که کارمزد تراکنش‌ها را به مقدار بالایی کاهش می‌دهد و همچنین میلیون‌ها تراکنش در ثانیه انجام می‌دهد.

## تاریخچه
بر اساس مقاله سفید یا وایت پیپر منتشر شده در سال ۲۰۱۷، پلتفرم EOS.IO توسط شرکت خصوصی Block.one ساخته و در ۱ ژوئن ۲۰۱۸ به عنوان نرم‌افزار متن باز منتشر شد. به منظور اطمینان از توزیع گسترده رمزارز بومی آن در زمان راه اندازی بلاکچین، یک میلیارد توکن با استاندارد ERC-20 توسط Block.one عرضه شد. این موضوع باعث شد توزیع توکن به همه این امکان را بدهد که بخشی از بلاکچین EOS باشند. مدیر عامل block.one، برندن بلومر، اعلام کرد که block.one با بیش از یک میلیارد دلار بودجه از فروش توکن از بلاکچین EOS.IO پشتیبانی می‌کند و در نهایت block.one توانست برای حمایت از بلاکچین آن در هنگام عرضه اولیه سکه (ICO) چهار میلیارد دلار سرمایه جمع کند.
شبکه آزمایشی نسخه اصلی با نام Dawn 1.0 در تاریخ ۳ سپتامبر ۲۰۱۷، شبکه آزمایشی دوم با نام Dawn 2.0 در ۴ دسامبر ۲۰۱۷، Dawn 3.0 در ۲۵ ژانویه ۲۰۱۸ و Dawn 4.0 در ۷ مه ۲۰۱۸ منتشر شد.
Dawn 1.0 از ۱ ژوئن ۲۰۱۸ در شبکه اصلی EOSIO راه اندازی شد و در حال حاضر تحت نسخه ۱٫۸٫۱ کار می‌کند.
در سپتامبر ۲۰۱۹، block.one با جریمه ۲۴ میلیون دلاری کمیسیون بورس و اوراق بهادار آمریکا مربوط به ۴ میلیارد دلار سرمایه ثبت نشده برای عرضه اولیه سکه موافقت کرد. این جریمه و تسویه آن نیازی به استرداد سرمایه، ثبت توکن‌ها یا هرگونه رد صلاحیت دیگری نداشت.

## زیست‌بوم ایاس دات آیو و black.one واوریپدیا
block.one در جزایر کیمن ثبت شده‌است و با بیش از ۴ میلیارد دلار (که برای ICO رکورد است) از ژوئن ۲۰۱۷ با ارائه توکن‌های EOS به مردم شروع به کار کرد. دانیل لاریمر در حال حاضر مدیر ارشد فناوری block.one است که به دلیل نقش او در ساخت استیمیت، صرافی غیر متمرکز، یک پلتفرم شبکه اجتماعی غیر متمرکز، در حال توسعه سازوکار اثبات سهام و ارائه ایده یک شرکت خودگردان غیرمتمرکز است.
در ۶ دسامبر سال ۲۰۱۷، اوریپدیا، یک دانشنامه مبتنی بر ویکی با هدف کسب سود، اعلام کرد قصد دارد با استفاده از تکنولوژی بلاک چین EOS قصد عرضه رایگان (ایردراپ) توکنی به نام IQ را در راستای تشویق مردم به تولید اطلاعات دارد. آن‌ها قصد دارند توکن‌های IQ قابل تعویض با بیت کوین باشند. یکی از اهداف این شرکت جلوگیری از مسدود کردن محتوا توسط برخی از کشورها با استفاده از ساختار بلاکچین است. هدف این است که پس از عدم تمرکز اوریپدیا و با استفاده از پلتفرم EOSIO، کشورهایی مانند ترکیه و ایران که ویکی‌پدیا را مسدود می‌کنند، با استفاده از این پلتفرم دیگر نتوانند این کار را انجام دهند. مایک نووگراتز، مدیر عامل سرمایه گذاری گلکسی ال پی، یک شرکت سرمایه‌گذاری ارزهای دیجیتال و block.one گروهی از موسسات را هدایت کردند که در ۸ فوریه ۲۰۱۸ ۳۰ میلیون دلار در اوریپدیا سرمایه‌گذاری کردند.